# 渡辺典子 (童謡歌手)
渡辺 典子（わたなべ のりこ、1945年4月25日 - 1992年）は、日本の歌手。1950年代に活躍した童謡歌手である。東京都豊島区出身。

## 来歴・人物
元々は児童合唱団音羽ゆりかご会のメンバーであったが、1955年にキングレコードへ移籍。近藤圭子らとともにスター童謡歌手として活躍した。
代表曲は、「山鳥の啼く里」「ひばりの赤ちゃん」「働くお山」。歌手活動以外にも1955年の日活映画の『緑はるかに』『坊ちゃん記者』に出演した。「緑はるかに」は日活初のカラー映画であるとともに、女優の浅丘ルリ子のデビュー映画としても知られる。
講談社の雑誌「少女クラブ」の表紙モデルや、三共（現・第一三共ヘルスケア）の風邪薬ルルの初代CMタレント（1951年 - 1954年）であった。その後、結婚とともに芸能界を引退した。
音楽文化研究家で、渡辺と同時期にキングレコードにレコードディレクターとして在籍していた長田暁二は、1994年に発行した著書の中で、「1991年にキングレコードの同窓会で再会し、当時の思い出を語り合ったが、その後まもなく亡くなった」と記している。